# Foxboro Hot Tubs
 (novembre 2021).
Si vous disposez d'ouvrages ou d'articles de référence ou si vous connaissez des sites web de qualité traitant du thème abordé ici, merci de compléter l'article en donnant les références utiles à sa vérifiabilité et en les liant à la section « Notes et références ».
Foxboro Hot Tubs est un groupe de garage rock américain, originaire d'Oakland, en Californie. Foxboro Hot Tubs est un projet parallèle de Green Day, formé en 2007. 

## Biographie

### Stop Drop and Roll!!!(2007-2009)
En 2007, le groupe débute avec trois chansons disponibles sur leur site. Des rumeurs ont ensuite affirmé que ce groupe serait un projet de Green Day. Ces derniers ont confirmé cette rumeur sur MTV. 
Billie Joe Armstrong a ainsi déclaré : « Nous pensons que la seule similarité (entre les Hot Tubs et Green Day) est que nous sommes le même groupe. C'est essentiellement la seule similarité. Nous sommes Jason White, Jason Freese, Michael Pritchard (Mike Dirnt), Frank Edwin Wright III (Tré Cool) et Révérend Strychnine Twitch (Billie Joe Armstrong). Nous sommes des gars qui aiment jouer de la musique, être spontanés et après quelques improvisations tard la nuit et quelques bouteilles de vin, nous avons été inspirés par l'idée d'enregistrer quelques pièces rock sur huit pistes »  

### ¡Dos!(depuis 2010)
Le 23 avril 2010, le groupe joue sa première chanson depuis 2008 , intitulé Fuck Time, pendant un concert à New York. Le 31 octobre 2009, pendant le 21st Century Breakdown World Tour sous Green Day, le groupe brièvement sous Foxboro Hot Tubs.
Le 14 juin 2012, Green Day publie une bande-annonce de son futur album, ¡Uno!.  plusieurs reprises, le groupe annonce une trilogie composée des albums ¡Uno!, ¡Dos!, et ¡Tré!.
Le 26 octobre 2013, The Foxboro Hot Tubs joue un concert privé au Eli's Mile High Club d'Oakland. Le 14 mars 2014, le groupe joue au festival SXSW à Austin.

## Membres
- Reverend Strychnine Twitch - chant (depuis 2007)
- Mike Dirnt - basse, chœurs (depuis 2007)
- Tré Cool - batterie, percussions, chœurs  (depuis 2007)
- Frosco Lee - guitare solo, chœurs (depuis 2007)
- Jason Freese - claviers, saxophone, flute, chœurs  (depuis 2007)
- Kevin Preston - guitare rythmique, chœurs (depuis 2009)